# Landau (Ölfeld)

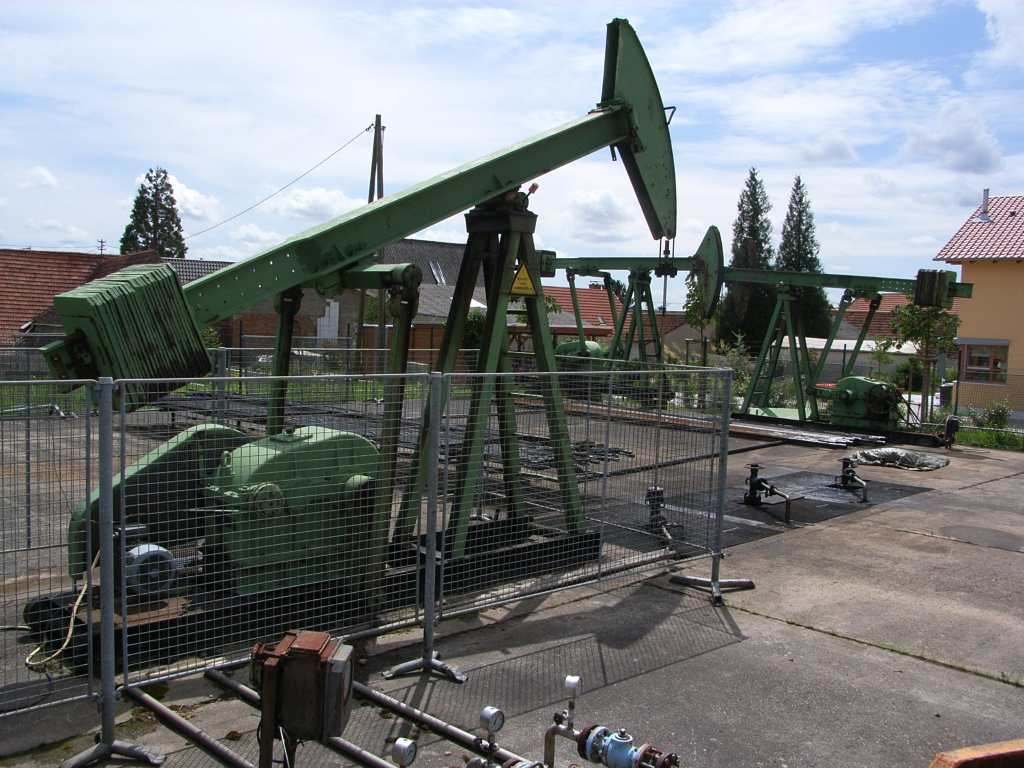
Pferdekopfpumpen des Ölfelds

Das Ölfeld Landau ist eine Erdöllagerstätte in der Nähe der Stadt Landau. Es ist mit einer Gesamtförderung von bislang über 4,5 Mio. Tonnen das größte Erdölfeld der Förderregion Oberrheintal. Betreiber des Ölfeld ist seit Anfang 2021 die Firma Oneo, welche es vom vorherigen Betreiber, der Wintershall Dea, gekauft hat. Bis zur Fusion 2019 wurde das Feld durch die Wintershall betrieben.

## Geschichte
Das Ölfeld wurde nach reflexionsseismischer Vorerkundung 1955 durch die Bohrung Landau 2 fündig. Das Ölfeld besteht aus mehreren ölführenden Schollen, in welchen sich Erdöle mit sehr ähnlichen Eigenschaften befinden. Markantester Teil ist der Nussdorfer Horst, welcher um bis zu 500 Metern gegenüber den benachbarten Schollen herausgehoben wurde. Weitere Feldbestandteile sind die Knöringer Scholle, Walsheimer Scholle, Nußdorfer Südostscholle, Dammheimer Nordscholle, Dammheimer Südscholle, Bauhorstscholle und die Queichheimer Scholle.
Die Wechselfolge der ölführenden Schichten erreicht eine Gesamtmächtigkeit von bis zu 700 Metern.
In der Nähe des Ölfelds Landau befinden sich die aufgegebenen Erdölfelder Offenbach (1958–1963), Hayna (1957–1963) und Minfeld (1956–1964).

## Förderung
Das Ölfeld erreichte sein Fördermaximum im Jahr 1971 mit 175.268 Tonnen Jahresförderung. Diese Menge entsprach 2,36 % der Ölförderung in Westdeutschland desselben Jahres.
| Jahr | Förderung in Tonnen |
| ---- | ------------------- |
| 1955 | 2733                |
| 1960 | 122.836             |
| 1965 | 159.332             |
| 1970 | 171.020             |
| 1975 | 128.276             |

| Jahr | Förderung in Tonnen |
| ---- | ------------------- |
| 1980 | 78.604              |
| 1985 | 58.308              |
| 1990 | 52.864              |
| 1995 | 44.074              |
| 2000 | 36.883              |

| Jahr | Förderung in Tonnen |
| ---- | ------------------- |
| 2001 | 33.637              |
| 2002 | 31.905              |
| 2003 | 30.312              |
| 2004 | 28.020              |
| 2005 | 26.376              |

| Jahr | Förderung in Tonnen |
| ---- | ------------------- |
| 2006 | 24.360              |
| 2007 | 24.166              |
| 2008 | 21.999              |
| 2009 | 22.520              |
| 2010 | 21.142              |

| Jahr | Förderung in Tonnen |
| ---- | ------------------- |
| 2011 | 21.050              |
| 2012 | 22.012              |
| 2013 | 20.040              |
| 2014 | 19.419              |
| 2015 | 18.303              |

| Jahr | Förderung in Tonnen |
| ---- | ------------------- |
| 2016 | 16.536              |
| 2017 | 13.915              |
| 2018 | 13.379              |

Quellen:

### Eigenschaften des Landauer Erdöls
Für das geförderte Erdöl wird ein Stockpunkt von 16–33 °Celsius angegeben. Auch zählt es mit einem Paraffingehalt von 8–18,5 % zu den stark paraffinhaltigen Erdölen.